# Rabdophaga saliciperda
Rabdophaga saliciperda är en tvåvingeart som först beskrevs av Dufour 1841.  Rabdophaga saliciperda ingår i släktet Rabdophaga och familjen gallmyggor. Inga underarter finns listade i Catalogue of Life.